# Karmin
Karmin (ili ruž za usne) je kozmetički proizvod koji se nanosi na usne. Kao i većinu šminke, koriste ga obično žene. Dekorativna kozmetika, tj. šminka, prvenstveno služi da istakne najlepše i prikrije ili ublaži nedostatke na licu. Na tržištu danas imamo mnogo proizvođača šminke.

## Istorija
Karmin ili ruž dolazi od francuske riječi rouge, što znači crveno. Do druge polovne XX veka karmin je bio isključivo u nijansama crvene. Poznato je da su žene u drevnoj Civilizaciji Doline Inda koristile svojevrsni ruž za usne dobiven od usitnjenog poludragog kamenja, a stare Egipćanke su ga vadile iz posebne vrste algi i mešale boju s jodom i bromom. Kleopatra je svoj karmin pravila od drobljenih mravi i buba, koji su bogati prirodnim crvenilom, a za sjaj je dodavala blještavu tvar iz ribljih ljuski.
Tokom zlatne ere islamske civilizacije andaluzijski kozmetičar Abu al Kasim (Abu al-Qasim al-Zahraw) izumio je kruti кармин koji je bio parfimiran i oblikovan u posebnim kalupima. U srednjovjekovnoj Evropi karmin je bio zabranjen od strane Crkve jer se mislilo da je "otelotvorenje Sotone" i "kozmetika za prostitutke". Karmin je počeo sticati popularnost u Engleskoj u XVI veku zahvaljujući kraljici Elizabeti I, koja je uvela stil belih lica sa izrazito crvenim usnama koje su u to vreme bile obojene mešavinom pčelinjeg voska i crvenila dobivenog iz biljaka. Prvi karmin u tubi proizveden je 1870. i nosio je naziv Prvi karmin u tubi proizveo je Guerlain 1870. godine i, premda već odavno zaboravljen, nosio je naziv Ne m'oubliez pas' (u prevodu Ne zaboravi me). Godine 1952. karmin je prvi put bio reklamiran u novinama u kampanji pod nazivom "Fire & Ice".

## Koraci pri šminkanju
- Šminker stavlja karmin na usne modela.Pre nanošenja šminke, na lice obavezno naneti hidratantnu kremu za lice.
- Prvo naneti tečni puder sličan vašoj boji kože, u količini malo većoj od zrna graška i razmazati ravnomerno po celom licu.
- Nakon toga, korektorom za nijansu svetlijim od boje kože prekriti sva problematična područja (akne, fleke, podočnjake i sl.)
- Zatim potapkati lice kamenim puderom identične nijanse boje kože.
- Rumenilo naneti četkom za rumenilo na jagodice.
- Na kapke naneti senku (ljubičastu za zelene, smeđu za plave , metalik-sivu za smeđe ili srebrno-sivu za crne oči).
- Krejon naneti na donji rub kapka(za svetlu put sivi ili smeđi a za tamnu crni).
- Na trepavice naneti maskaru.
- Usne oivičiti olovkom u boji usana ili nijansu tamnijom / svetlijom.
- Na kraju staviti sjaj ili ruž u boji kao olovka koju smo prethodno naneli.